# Anna Stera-Kustusz
Anna Stera-Kustusz (* 14. November 1974 in Duszniki-Zdrój) ist eine ehemalige polnische Biathletin. Stera-Kustusz nahm an drei Olympischen Spielen und an sechs Weltmeisterschaften teil.
Anna Stera-Kustusz begann 1991 mit dem Biathlonsport und startete für den Verein MKS Duszniki-Zdrój. Die Studentin aus Duszniki-Zdrój ist verheiratet. Die Polin debütierte 1993 als 58. in einem Einzel in Oberhof im Biathlon-Weltcup. In Borowez startete sie zum ersten Mal bei einer Biathlon-Weltmeisterschaft und gewann im Mannschaftswettbewerb mit Zofia Kiełpińska, Krystyna Liberda und Helena Mikołajczyk die Bronzemedaille. Höhepunkt ihrer zweiten Saison war die Teilnahme an den Olympischen Spielen 1994 in Lillehammer. In Norwegen wurde sie 62. im Sprint und Elfte mit der Staffel. Ein Jahr nach den Spielen konnte sie als 17. in einem Einzel auf der olympischen Strecke erstmals Punkte sammeln. Bei den Biathlon-Weltmeisterschaften 1995 in Antholz wurde Stera 53. im Einzel, 32. im Sprint und 15. mit der polnischen Staffel. Ein Jahr später war in Ruhpolding Platz 23 im Einzel bestes WM-Ergebnis. Ein noch besseres Ergebnis erreichte sie als 17. im Einzel 1997 in Osrblie. Nach der WM konnte Stera bei einem Einzel in Nozawa Onsen, dem vorolympischen Testwettkampf, als Drittplatzierte ihr erstes Ergebnis unter den besten Zehn und das einzige Ergebnis auf dem Podium erreichen.
Bei den Spielen erreichte sie im Jahr darauf mit dem sechsten Platz im Sprint ihr bestes olympisches Ergebnis, zudem wurde sie 17. im Einzel und 13. mit der Staffel. Bei der WM 1998 wurde sie zudem in der Verfolgung, die auf dem olympischen Sprint beruhte, Elfte. Die Saison 1998/99 wurde Steras beste im Weltcup. Dreimal erreichte sie Ergebnisse unter den besten Zehn, im Gesamtweltcup erreichte sie den 27. Rang. Nicht ganz so erfolgreich verliefen die Biathlon-Weltmeisterschaften 1999 in Kontiolahti. Im Sprint wurde die Polin nur 39., in der Verfolgung 29. Gut hingegen war der siebte Staffelrang. Aufgrund der Witterungsbedingungen in Finnland wurden Teile der WM an den Holmenkollen in Oslo verlegt. Dort erreichte Stera noch Platz 31 im Einzel. Im Jahr 2000 setzte sie aus  und begann erst zu Beginn des Jahres 2001 wieder mit dem Biathlon, konnte aber nicht mehr an die alten Leistungen anknüpfen. 2001 startete sie in Pokljuka zum letzten Mal bei einer WM, wo Platz 52 im Sprint das beste Ergebnis war. Im folgenden Jahr lief Stera in Salt Lake City ihre dritten und letzten Olympischen Spiele. Im Einzel erreichte sie Platz 54, im Sprint und der Verfolgung Platz 43. Nach den Spielen beendete Stera ihre Karriere.

## Biathlon-Weltcup-Platzierungen
Die Tabelle zeigt alle Platzierungen (je nach Austragungsjahr einschließlich Olympische Spiele und Weltmeisterschaften).
- 1.–3. Platz: Anzahl der Podiumsplatzierungen
- Top 10: Anzahl der Platzierungen unter den ersten zehn (einschließlich Podium)
- Punkteränge: Anzahl der Platzierungen innerhalb der Punkteränge (einschließlich Podium und Top 10)
- Starts: Anzahl gelaufener Rennen in der jeweiligen Disziplin

| Platzierung | Einzel | Sprint | Verfolgung | Massenstart | Team | Staffel | Gesamt |
| ----------- | ------ | ------ | ---------- | ----------- | ---- | ------- | ------ |
| 1. Platz    |        |        |            |             |      |         |        |
| 2. Platz    |        |        |            |             |      |         |        |
| 3. Platz    | 1      |        |            |             |      |         | 1      |
| Top 10      | 2      | 3      |            |             | 1    | 5       | 11     |
| Punkteränge | 13     | 10     | 8          | 2           | 1    | 20      | 54     |
| Starts      | 37     | 50     | 19         | 2           | 1    | 20      | 129    |